# Shane Meier
Shane Meier (Saskatoon, 11 de junho de 1977) é um ator e dublador canadense.

## Filmografia
- Revenge of the Boarding School Dropouts como Sphinx (2009)
- Shred como Sphinx (2008)
- A Date With Darkness como Daniel (2003)
- The Matthew Shepard Story como Matthew Shepard (2001)
- The Call of the Wild como Miles Challenger (2000)
- Silver Wolf como Jesse McLean (1998)
- The Quest como Red (1996)
- Magic in the Water como Kid with Earrings (não-creditado) (1995)
- Man Of The House como Big Kid At School #2 (1995)
- Andre como Steve Whitney (1994)
- Needful Things como Brian Rusk (1993)
- Stay Tuned como Yogi Beer (1992)
- Unforgiven como Will Munny Jr. (1992)

## Televisão
- Intelligence como Phil Coombs (2006/2007)
- Supernatural como Craig Thursten (2005)
- Stargate Atlantis como Neleus (2004)
- Tru Calling como Sam (2003)
- Stargate SG-1 como Garan (2000)
- Sons Of Thunder como Tommy Malloy (1999)
- Walker, Texas Ranger como Tommy Malloy (1997/1998)
- The Outer Limits como Young Kevin/Mark (1995/1997)
- Road to Avonlea como Louie (1995)
- Walker, Texas Ranger como Malloy's son (1994)
- The Odyssey como Ling-Ling (1992)
- Diagnosis Murder como Paul McKinney (1992)

## Dublagens
- My Scene Goes Hollywood como Ellis (2005)
- My Scene: Jammin' In Jamaica como Ellis (2004)
- Adventures of Sonic the Hedgehog - vozes adicionais (1993)
- My Little Pony Tales como Lancer (1992)
- Bucky O'Hare and the Toad Wars como Willy DuWitt (1991)